# More danico
More danico, expression latine, signifie « à la manière danoise ».

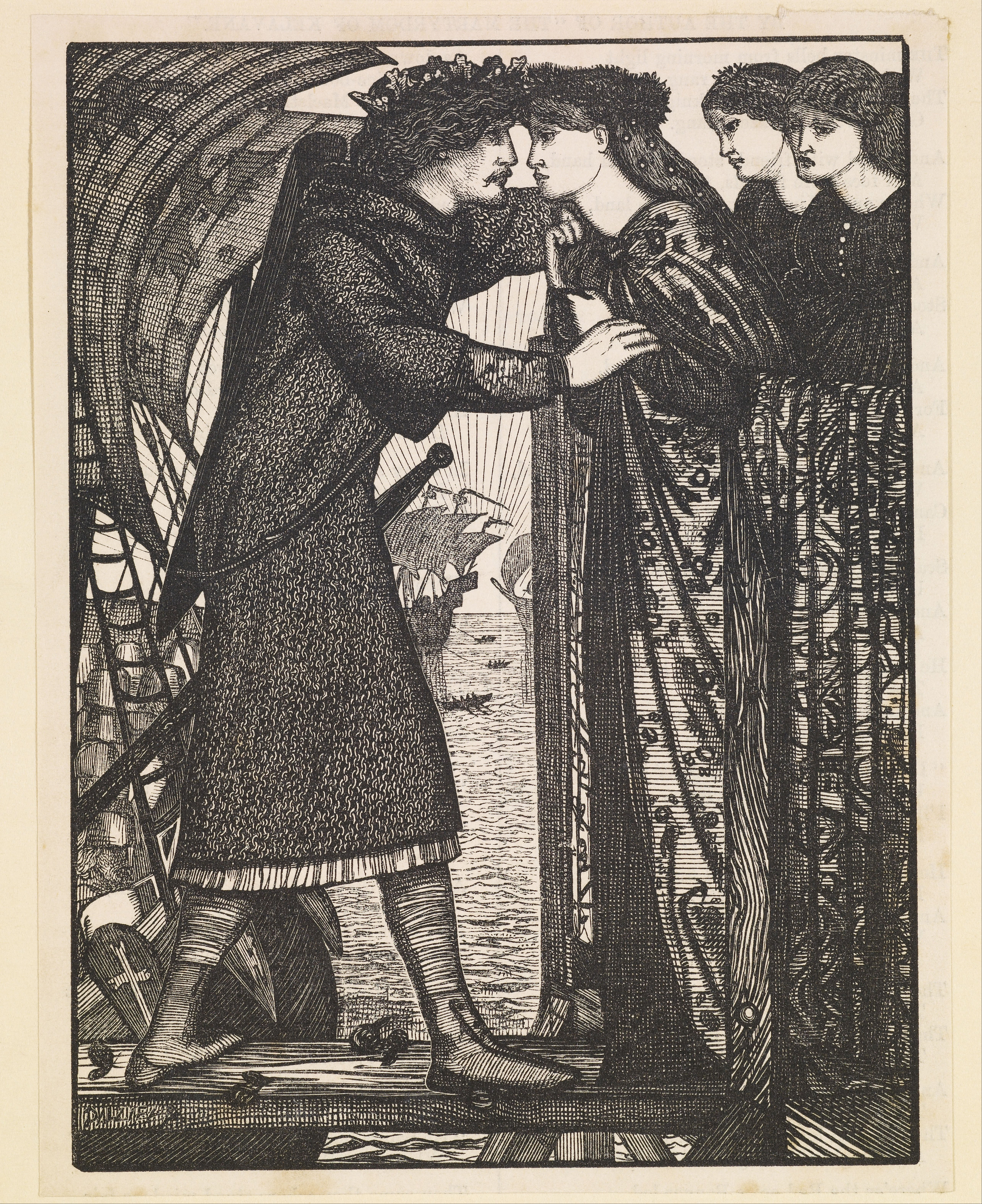
Edward Burne-Jones - King Sigurd the Crusader (1862)

Le mariage « more danico », ou la « danesche manere » en normand, désigne le mode de polygamie pratiqué par les Vikings (Nor[th]manni ou Dani) implantés en Normandie après le traité de Saint-Clair-sur-Epte (911). Leur conversion au christianisme, inégale selon les régions, ne les empêche pas de continuer à avoir plusieurs compagnes comme auparavant en Scandinavie et en Islande.

Lorsque Rollon captura Poppa, la fille du comte Bérenger, après la prise de Bayeux, il l’épousa « more danico », sans cérémonie religieuse, et son fils, Guillaume Longue-Épée, suivit son exemple lorsqu’il épousa Sprota, comme l'indique le poème ci-dessous : 
« Icele ama mult e tint chere ;

Mais à la Danesche manere

La vont aveir, non autrement,

Ce dit l'estorie qui ne ment. »
— le trouvère Benoît, Chroniques des ducs de Normandie
À la différence des chrétiens et de l’Église, qui considèrent les frilla, les secondes épouses, comme des concubines, et leurs enfants comme des bâtards, les Normands les perçoivent comme parfaitement légitimes. C’est en raison, par exemple, du more danico du duc de Normandie Robert le Magnifique, que son jeune fils Guillaume « le Bâtard » est désigné en 1035 comme successeur de son père.
Le duc Guillaume le Conquérant, après cinq générations de ducs depuis Rollon, est le premier à rompre avec cette tradition scandinave, puisque les historiens ne lui connaissent ni frilla, ni enfant bâtard.